# 李君绚
李君绚（558年—622年6月24日），陇西狄道（今甘肃临洮县）人，出自陇西李氏姑臧房，是北齐安东将军、南兖州刺史、梁郡太守、富平县开国子李士操的儿子，隋朝、唐朝时地方官员。

## 生平
李君绚以荆州司仓为起家官，大业初年，任彭城郡司户。大业末年，盗贼纷然并起，李君绚怀柔安定有方，官吏和百姓都得到了安居生息，李君绚转任彭城县令。唐朝建立后，朝廷打算让他担任西徐州刺史。武德四年（621年），李君绚被任命为济州别驾。武德五年五月十日（622年6月24日）遇疾去世，虚岁六十五。貞觀廿三年岁次己酉十二月辛未朔十二日壬午（649年1月19日）迁葬于河南郡偃师县的西原。
李君绚的墓志全称为《唐故济州别驾李府君墓志铭并序》，于偃师县出土，今不知去向，仅存拓片。

## 家族

### 曾祖
- 李虔，北魏银青光禄大夫、兖州刺史、骠骑大将军、赠冀州刺史、谥景公[1]

### 祖父
- 李晧，北魏散骑侍郎、征虏将军、凉州刺史[1]

### 父母
- 李士操，北齐安东将军、南兖州刺史、梁郡太守、富平县开国子[1]
- 河南房氏，东魏司空、文惠公房谟之女[2]